# Komisariat Straży Granicznej „Kaszczor”

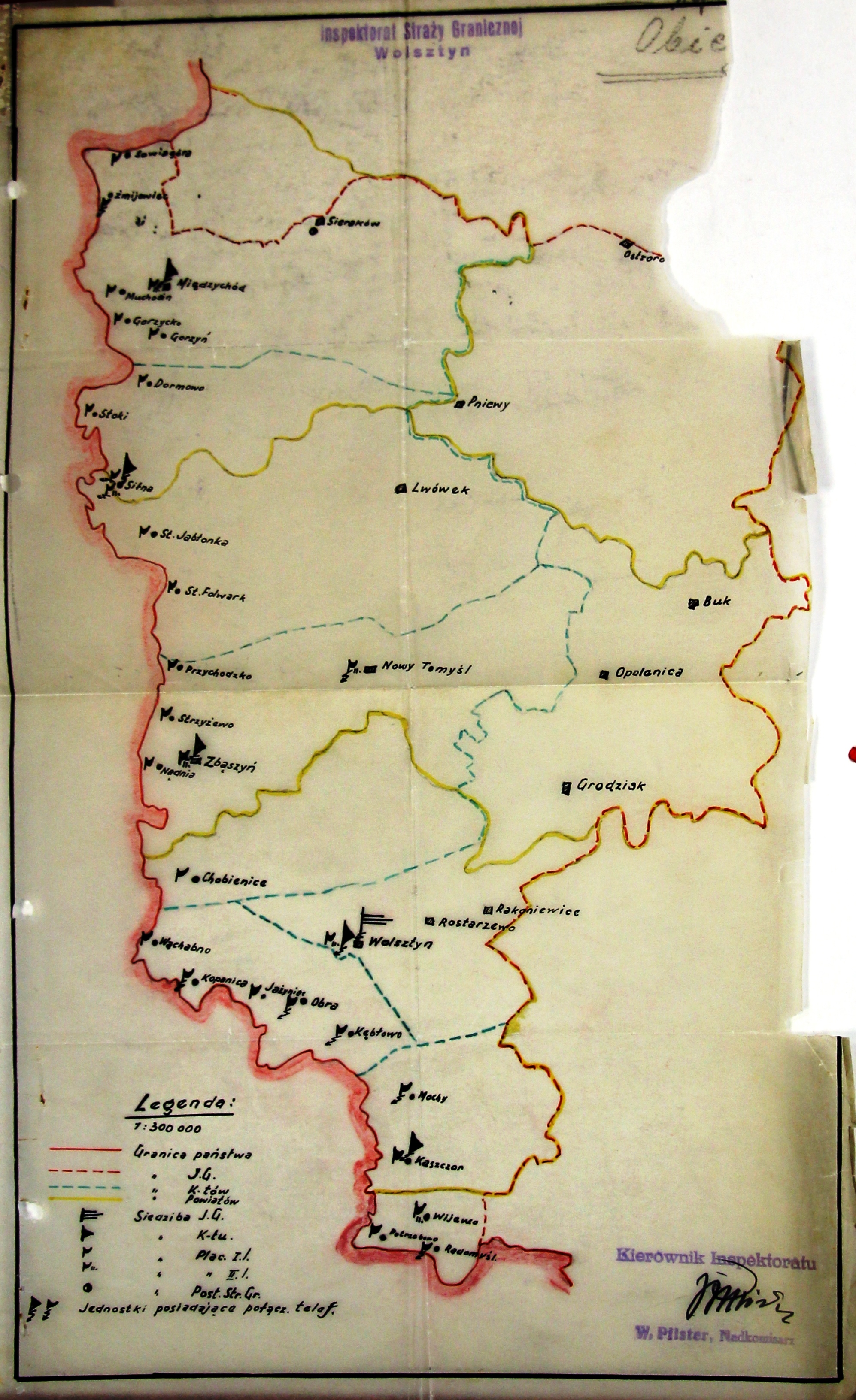
Szkic Inspektoratu Granicznego „Wolsztyn”

Komisariat Straży Granicznej „Kaszczor” – jednostka organizacyjna Straży Granicznej pełniąca służbę ochronną na granicy polsko-niemieckiej w latach 1928–1939.

## Formowanie i zmiany organizacyjne
W drugiej połowie 1927 przystąpiono do gruntownej reorganizacji Straży Celnej. W praktyce skutkowało to rozwiązaniem tej formacji granicznej.
Rozporządzeniem Prezydenta Rzeczypospolitej Polskiej Ignacego Mościckiego z 22 marca 1928, do ochrony północnej, zachodniej i południowej granicy państwa, a w szczególności do ich ochrony celnej, powoływano z dniem 2 kwietnia 1928 Straż Graniczną.
Rozkazem nr 3 z 25 kwietnia 1928 w sprawie organizacji Wielkopolskiego Inspektoratu Okręgowego dowódca Straży Granicznej gen. bryg. Stefan Pasławski przydzielił komisariat „Wijewo” do Inspektoratu Granicznego nr 10 „Opalenica” i określił jego strukturę organizacyjną. Z braku pomieszczeń w Wijewie, komisariat pozostał w Kaszczorze, a z dniem 10 czerwca 1929 powrócono do poprzedniej nazwy – „Kaszczor”.
Już 15 września 1928 dowódca Straży Granicznej rozkazem nr 7 w sprawie zmian dyslokacji Wielkopolskiego Inspektoratu Okręgowego podpisanym w zastępstwie przez mjr. Wacława Szpilczyńskiego zmieniał organizację komisariatu i ustalał zasięg placówek.
Rozkazem nr 4 z 27 maja 1929 w sprawie etatu budżetowego Straży Granicznej komendant Straży Granicznej płk Jan Jur-Gorzechowski zmienił nazwę komisariatu „Wijewo” na „Kaszczor”.
Rozkazem nr 11 z 9 stycznia 1930 w sprawie reorganizacji Wielkopolskiego Inspektoratu Okręgowego komendant Straży Granicznej płk Jan Jur-Gorzechowski ustalił numer i nową organizację komisariatu.
Rozkazem nr 12 z 14 lipca 1939 w sprawie reorganizacji placówek II linii i posterunków wywiadowczych oraz obsady personalnej, komendant Straży Granicznej gen. bryg. Walerian Czuma utworzył placówkę II linii „Kaszczor”.

## Służba graniczna
Na odcinku komisariatu w chwili powstania znajdowało się przejście graniczne w Radomyślu. Było też 13 przejść gospodarczych. Komisariat współpracował z Urzędem Celnym w Kaszczorze, i posterunkami Policji  Państwowej w Kaszczorze i w Wijewie. Jesienią 1928 obsada komisariatu przeprowadziła się do nowo zakupionego przez skarb państwa budynku.
Komisariat w 1936 mieścił się w Kaszczorze, w budynku nr 5. Ochraniał odcinek długości 38 km. Komisariat posiadał telefon (nr 4)

Sąsiednie komisariaty:
- komisariat Straży Granicznej „Wolsztyn” ⇔ komisariat Straży Granicznej „Leszno” − 1928
- komisariat Straży Granicznej „Wolsztyn” ⇔ komisariat Straży Granicznej „Włoszakowice” − styczeń 1930

## Funkcjonariusze komisariatu
| Kierownicy/komendanci komisariatu | Kierownicy/komendanci komisariatu | Kierownicy/komendanci komisariatu |
| stopień                           | imię i nazwisko                   | okres pełnienia służby            |
| --------------------------------- | --------------------------------- | --------------------------------- |
| komisarz                          | Piotr Krupka                      | 1928 – był w 1932 –               |
| Zastępcy komendanta komisariatu   |                                   |                                   |
| starszy strażnik                  | Franciszek Zahuta                 | 1 V 1939 –                        |

## Struktura organizacyjna
Organizacja komisariatu w kwietniu 1928:
- komenda − Wijewo
- placówka Straży Granicznej I linii „Wincentowo” → w 1929 przemianowany na „Mochy”
- placówka Straży Granicznej I linii „Kaszczor”
- placówka Straży Granicznej I linii „Potrzebowo”
- placówka Straży Granicznej I linii „Wybudowanie”
- placówka Straży Granicznej II linii „Wijewo”
- placówka Straży Granicznej II linii „Opalenica”

Organizacja komisariatu we wrześniu 1928:
- placówka Straży Granicznej I linii „Wincentowo”[a]
- placówka Straży Granicznej I linii „Kaszczor”
- placówka Straży Granicznej I linii „Potrzebowo”
- placówka Straży Granicznej I linii „Radomyśl”
- placówka Straży Granicznej II linii „Opalenica”

Organizacja komisariatu w styczniu 1930:
- 5/10 komenda − Kaszczor
- placówka Straży Granicznej I linii „Mochy”
- placówka Straży Granicznej I linii „Kaszczor”
- placówka Straży Granicznej I linii „Potrzebowo”
- placówka Straży Granicznej I linii „Radomyśl”
- placówka Straży Granicznej II linii „Wijewo”